# Cá bơn Mỹ
Cá bơn Mỹ (tên khoa học Achiridae) là họ của các loài cá thân bẹt sinh sống cả trong môi trường nước ngọt và nước mặn của khu vực châu Mỹ. Họ này bao gồm khoảng 28 loài trong 9 chi. Các loài này tương tự và có quan hệ họ hàng gần với cá bơn (họ Soleidae), và đã từng được phân loại như là một phân họ của họ đó, nhưng các loài cá bơn Mỹ có một số nét đặc trưng riêng.
Mắt của chúng ở bên phải, và môi dưới của bên có mắt có gờ nhiều thịt đặc trưng. Vây lưng và vây hậu môn thông thường tách bạch với vây đuôi. Vây ngực nhỏ hoặc không tồn tại.

## Họ Achiridae
- Chi Achiropsis
- Chi Achirus
- Chi Apionichthys
- Chi Catathyridium
- Chi Gymnachirus
- Chi Hypoclinemus
- Chi Pnictes
- Chi Soleonasus
- Chi Trinectes